# Uncinia chilensis
Uncinia chilensis är en halvgräsart som beskrevs av Gerald A. Wheeler. Uncinia chilensis ingår i släktet Uncinia och familjen halvgräs. Inga underarter finns listade i Catalogue of Life.